# Delfina Ortega Díaz
Delfina Mariana Ortega Díaz (Oaxaca, 20 de octubre de 1845 - Ciudad de México, 8 de abril de 1880) fue la primera esposa del presidente Porfirio Díaz y primera dama de México entre 1877 y 1880.

## Primeros años
Delfina Ortega nació el lunes 20 de octubre de 1845 en la ciudad de Oaxaca, en una de las habitaciones del «Solar del Toronjo», propiedad que su abuela materna Petrona Mori (1794-1859) había adquirido poco tiempo después del fallecimiento de su esposo José Faustino Díaz (1783-1833). 
Fue fruto de una relación extramarital entre su madre Victoria Manuela Josefa Díaz Mori (1824-1856), dedicada a la venta de rebozos y hermana del general Porfirio Díaz; con el médico Manuel Antonio Ortega Reyes (1819-1908); botánico, naturalista y uno de los cartógrafos más importantes de Oaxaca. En el tiempo de concepción de Delfina, Ortega era prometido de Serafina Fernández de Arteaga, con quien se casaría el 8 de octubre de 1851.
Al principio su padre no quiso reconocerla, por lo que su madre avergonzada, decidió ponerla en la puerta de la casa de quien sería su padrino, Tomás Ojeda. Por ello, Delfina fue bautizada como hija de padres “incógnitos” en la Catedral de Oaxaca. Ortega reconocería a Delfina hasta muchos años después, en 1878, cuando Díaz lo presionó y lo recompensó con una senaduría. 
En el «Solar del Toronjo», Delfina ayudaba a su abuela Petrona, a su madre y a sus tías en la cocina y en las labores domésticas; además las figuras femeninas de su familia se encargaron de enseñarle las primeras letras, lectura, costura y bordado. Al perder a su madre en el año de 1856, Delfina de once años pasó a vivir con su tía Nicolasa Macedonia Díaz en la calle del Carmen.

## Romance y matrimonio
Su tío Porfirio Díaz la había conocido desde la cuna, cuando Delfina jugaba con sus sonajas de semilla en el regazo de su madre. Díaz andaba por todas partes cumpliendo con sus deberes militares, “Fina”, como la llamaban sus familiares, apenas lo frecuentaría durante el periodo de la Guerra de Reforma. Cuando sus deberes se lo permitían, Porfirio volvía a Oaxaca a visitarla y cuando estaba lejos, le escribía cartas. 
Unos días después de la batalla del 5 de mayo de 1862, feliz por la victoria del ejército mexicano, Díaz escribió desde Puebla a su hermana Nicolasa para que le diera, de su parte, un abrazo a Delfina. En respuesta, Delfina comenzó a bordarle un sombrero de campaña con el águila de la República Mexicana que le entregaría la próxima vez que se encontraran.
Cierta ocasión en la que por deberes militares debió de ir a Oaxaca y después de las guerras de intervención, Díaz pasó a saludar a su madre y hermanas. Para entonces, encontró a su sobrina Delfina ya como una jovencita, se enamoró y dieron inicio a una relación que culminaría en matrimonio. Porfirio Díaz, era quince años mayor que ella. 
En los primeros meses de 1867, Díaz tuvo que salir de Oaxaca para continuar su lucha contra los franceses y Maximiliano. Después de su encuentro con su sobrina, el 18 de marzo de 1867 el general Díaz desde Puebla le escribió para proponerle matrimonio.

## Vida familiar e hijos
Los trece años que duró su matrimonio, Porfirio Díaz la quiso mucho. Ella se hizo cargo del cuidado y educación de sus propios hijos y los que su marido había tenido en el pasado. En su vida marital, por los deberes políticos y militares de Díaz, la pareja radicó en muchos lugares. Delfina vivió en Tehuacán, y luego se reunió con Porfirio en la Ciudad de México. Luego se regresaron a Oaxaca, donde fueron acogidos primero por Félix Díaz Mori y su esposa Rafaela Varela. Luego se establecieron en el número uno de la calle de la Factoría y después en la hacienda Labor de Santa Cruz de la Noria, lugar al que se retiraron tras entregarle Díaz la capital a Benito Juárez al término de la Intervención Francesa y que Porfirio había recibido del gobierno federal por sus servicios prestados al país. En Oaxaca nacieron sus tres primeros hijos:
- Porfirio Germán Díaz (28 de mayo de 1868 – 4 de mayo de 1870)
- Camilo Díaz (19 de diciembre de 1869 – 23 de abril de 1870)
- Laura Delfina de la Luz Díaz (25 de mayo de 1871 – 2 de septiembre de 1872)

Vivieron en La Noria de 1869 a 1870; periodo en el cual sus tres primeros hijos comenzaron a morir, por lo que Delfina pensó que se trataba de un castigo divino, ya que ellos se habían casado siendo parientes carnales. En La Noria, Díaz desarrolló la fundición de cañones, pólvora y municiones, además de la agricultura y la ganadería. Tras haber pronunciado el Plan de la Noria, Porfirio Díaz fue amnistiado y privado de su grado militar durante el gobierno de Sebastián Lerdo de Tejada. La muerte de su tío y la crisis económica por la que pasaba, lo obligó a vender la Hacienda de La Noria e irse a vivir con su hermana Nicolasa a su humilde domicilio en la calle del Carmen. Luego le propusieron a Porfirio irse como asociado en la «finca de la Candelaria» dedicada al cultivo de café y azúcar, ubicada en la localidad de Tlacotalpan, Veracruz; y de la que más tarde se convirtió propietario. Ahí nacieron los dos únicos sobrevivientes del matrimonio:
- Deodato Lucas Porfirio Díaz (18 de octubre de 1873 – 28 de diciembre de 1946) - Ingeniero militar.
- Luz Aurora Victoria Díaz (5 de mayo de 1875 - 23 de octubre de 1965) - Llamada así en honor a la victoria republicana del 5 de mayo de 1862 en Puebla.

Ahí, en el clima veracruzano, la familia de Porfirio Díaz logró conseguir una relativa estabilidad económica, puesto que además del cultivo de azúcar, se dedicó a la carpintería, e incluso logró inventar una mecedora integrada con abanico automático. 
Tras haber sido electo diputado federal, la familia Díaz Ortega se impuso otra mudanza, esta vez a la Ciudad de México, lo que al principio no fue del agrado de Delfina. Allí, Delfina tuvo otro hijo: 
- Una niña nacida muerta por asfixia (21 de junio de 1876).

Con el triunfo del Plan y Revolución de Tuxtepec en 1877, Porfirio Díaz fue elegido presidente de México. Se establecieron en una bella residencia de la calle de la Moneda número 1 y que estaba cercana a la residencia de su padre, el doctor Manuel Ortega, que vivía al final de la calle en la casa número 10. Ahí nacieron y murieron los dos últimos hijos del matrimonio:
- Camilo Díaz (22 de enero de 1878 – 23 de enero de 1878)
- Victoria Francisca Díaz (2 de abril de 1880 – 3 de abril de 1880)

El 8 de abril de 1867 nació Amada Díaz, hija de Porfirio y Rafaela Quiñones de Huamuxtitlán, Guerrero. En 1871, Díaz convertido en un personaje de importancia, envió a su hermano Félix a hablar con Rafaela para convencerla de que Amada se merecía una buena educación y por ese motivo debía vivir con él y Delfina. Rafaela accedió a enviarla con él hasta 1879, cuando él era presidente, y Delfina la recibió con mucho cariño. Amada fue siempre la hija más querida de Porfirio Díaz, se casó en 1888 con Ignacio de la Torre y Mier, permaneció en México a la caída del gobierno porfirista para morir finalmente el 22 de agosto de 1962 en su casa de las calles de Mazatlán en la Ciudad de México.
Por los deberes políticos y militares de Porfirio Díaz, él y Delfina estuvieron separados por prolongados periodos. Cuando él se encontraba escondido, fugitivo o en revueltas políticas; Delfina Ortega sufría mucho.

## Primera dama de México, 1877-1880
Como primera dama, se ha dicho que fue “discreta y de grandes cualidades”. A su residencia de la calle de la Moneda le llegaron cartas de todos los rincones del territorio mexicano. De Oaxaca, donde era conocida, le mandaban generalmente peticiones de trabajo para que se las hiciera llegar a su esposo. De los lugares donde no la conocían, le enviaban rebanadas de cazón para ver si le gustaban. Delfina gustaba de leer los periódicos de la época, donde aparecían los acontecimientos más importantes del gobierno de su esposo el presidente. Delfina estaba muy familiarizada con la política; Díaz y ella hablaban mucho del tema, a veces, ella lo reprendía por las acciones arbitrarias que había tomado. Aún como primera dama, Delfina se concentró en sus deberes como madre, esposa y en cultivar un reducido círculo social.

## Muerte
El 2 de abril de 1880, Delfina dio a luz a su última hija Victoria Francisca, que veintisiete horas después de su nacimiento murió por anemia congénita. Delfina quedó muy agotada y enferma por el alumbramiento; las parteras le recomendaron a Díaz que llevara auxilios espirituales para Delfina, lo cual en un principio no pudo hacer porque no estaban casados bajo rito católico. Después de que fuera examinada por médicos y que no le dieran esperanzas, Díaz accedió a casarse por la Iglesia. 
Porfirio solicitó al arzobispo Pelagio Antonio de Labastida y Dávalos que celebrara el matrimonio católico. El arzobispo le solicitó a Díaz su abjuración de haber secundado la Constitución de 1857 y donde asimismo declara su fe católica. El entonces presidente Porfirio Díaz redactó su retractación que leyó el arzobispo, quien envió al poco tiempo a uno de sus subordinados que ofició el matrimonio la noche del 7 de abril. Después de agonizar toda la noche, Delfina Ortega Díaz murió de metroperitonitis puerperal a las 9:30 de la mañana del jueves 8 de abril de 1880 en su domicilio de la calle de la Moneda número 1; tenía 34 años de edad. 
El día 9 de abril tuvieron lugar los funerales. Como esposa de un presidente en funciones, se le rindieron honores y hubo guardias de magistrados, senadores, diputados y militares al lado de su féretro. El servicio fúnebre fue en la Colegiata de Guadalupe, presidido por Porfirio Díaz y sus tres hijos. Después, el féretro salió en un carruaje de duelo tirado por seis caballos, todos blancos; una larga comitiva lo siguió hasta el panteón de Tepeyac, donde actualmente descansan sus restos. La tumba escogida para su sepultura se encuentra al lado de la de Consuelo Gómez, su comadre, quien también murió en la primavera de ese año. En 1894 se inauguró en la ciudad de Oaxaca una escuela con su nombre siendo su fundador el general Gregorio Chávez.
En la telenovela histórica mexicana El vuelo del águila (1994), fue interpretada por la actriz Alma Delfina.

## Descendencia
Al momento de su fallecimiento, sus hijos Porfirio, Luz y Amada tenían 7, 5 y 13 años de edad respectivamente. Díaz se hizo cargo de ellos solo hasta que se casó con Carmen Romero Rubio, quien se encargó de su cuidado y educación. En total, Porfirio Díaz y Delfina Ortega tuvieron dieciséis nietos, siete de Porfirio y nueve de Luz. El ingeniero Porfirio Díaz Ortega contrajo matrimonio el 15 de noviembre de 1897 con María Luisa Raigosa García, hija de Genaro Raigosa y Luisa García Goitia:
- Porfirio Díaz Raigosa
- María Luisa Díaz Raigosa
- Genaro Díaz Raigosa
- Ignacio Díaz Raigosa
- José Díaz Raigosa
- Luis Díaz Raigosa
- Manuel Díaz Raigosa

Por su parte, Luz Díaz Ortega se casó en 1899 con Francisco Rincón-Gallardo Doblado (1875-1913), nieto del general Manuel Doblado e hijo de Rodrigo Rincón-Gallardo de la Casa de los Marqueses de Guadalupe Gallardo y de Virginia Doblado Gaitán:
- Porfirio Rincón-Gallardo y Díaz
- Virginia Rincón-Gallardo y Díaz
- Amada Rincón-Gallardo y Díaz
- Francisco Rincón-Gallardo y Díaz
- Eduardo Rincón-Gallardo y Díaz
- María Luisa Rincón-Gallardo y Díaz
- Cristina Rincón-Gallardo y Díaz
- Antonio Rincón-Gallardo y Díaz
- Luz Carmela Rincón-Gallardo y Díaz

La hija adoptiva de Delfina, Amada Díaz, nunca tuvo descendencia con el rico hacendado Ignacio de la Torre y Mier (1866-1918).